# 선저우 10호

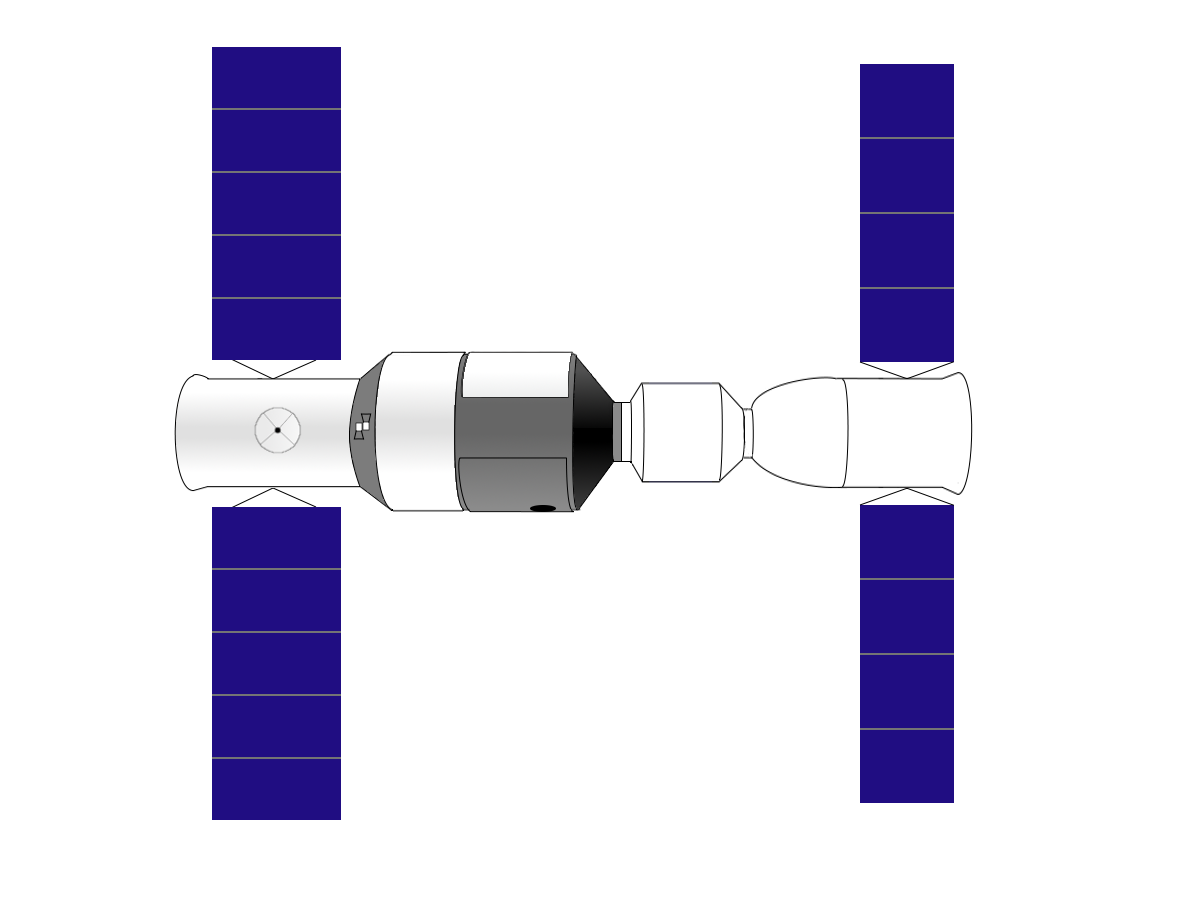

선저우 10호(중국어: 神舟十号)는 선저우 우주선 계열로, 중화인민공화국의 5번째 유인우주선이다. 2013년 6월 11일 내몽골 자치구 주취안 위성발사센터에서 창정2F야오10 로켓에 실려 발사됐다.

## 같이 보기
- 주취안 위성발사센터
- 창정 2F
- 톈궁 계획